# フェルナンダ・ロドリゲス
フェルナンダ・ガライ・ロドリゲス（Fernanda Garay Rodrigues、1986年5月10日 - ）は、ブラジルの元女子バレーボール選手。元ブラジル代表。

## 来歴

### クラブチーム
ブラジルのポルト・アレグレ出身。2002年、Sogipaへ入団。São Caetano Vôleiでのプレーを経て、2004年にGerdau/Minasへ移籍。2006/07シーズンのブラジルスーパーリーガで3位となった。2008/09シーズンにEsporte Clube Pinheirosへ移籍し、2009/10シーズンのブラジルスーパーリーガでベストスコアラー部門、ベストスパイカー部門、およびベストブロッカー部門において1位となる活躍をみせた。2010年10月日本のV.LeagueNECレッドロケッツに入団し、2010/11Vプレミアリーグにおいて得点王およびベスト6賞に輝いた。第60回黒鷲旗大会で準優勝を果たした。2011/12シーズンはVôlei Futuroでプレーした。2012/13シーズンはオザスコでプレーし、世界クラブ選手権で金メダルを獲得、スーパーリーガで準優勝した。2013/14シーズンにはトルコリーグのフェネルバフチェでプレーした。2014/15シーズンにロシアリーグの名門ディナモ・クラスノダールに移籍した。2015年5月の世界クラブ選手権で準優勝すると、自身もベストアウトサイドスパイカー部門2位に選ばれた。2016/17シーズンは中国リーグのGuangdongでプレーした。2017年にプライア・クルーベに移籍し、スーパーリーガで2017/18シーズンで優勝、2018/19、2020/21シーズンに準優勝した。2020/21シーズンのリーグではベストアウトサイドヒッター賞を受賞した。

### 代表チーム
2010年にブラジル代表に初選出され、同年10-11月開催の世界選手権に出場した。2011年のワールドグランプリのファイナルでスタメン出場するなど準優勝に貢献した。同年のワールドカップに出場した。2012年5月に行われたロンドン五輪南米予選で優勝し、自身もMVPとベストスパイカーに輝いた。オリンピック初出場となったロンドンオリンピックでは、チーム2連覇に大きく貢献した。
2013年からは代表チームの中核として攻守に活躍を見せ、同年のモントルーバレーマスターズでMVPに輝き、FIVBワールドグランプリとグラチャンなどで優勝に導いた。2014年、ワールドグランプリで連覇に貢献した。同年にイタリアで開催された世界選手権で銅メダルを獲得した。2016年のワールドグランプリで金メダルを獲得した。同年8月のリオオリンピックに出場した。2021年に代表へ復帰し、同年のネーションズリーグで銀メダルを獲得。東京2020オリンピックで銀メダルを獲得し現役を引退した。

## 球歴
- オリンピック - 2012年、2016年、2021年
- 世界選手権 - 2010年、2014年、2018年
- ワールドカップ - 2011年
- グラチャン - 2013年
- ワールドグランプリ - 2011年、2012年、2013年、2014年、2016年
- ネーションズリーグ - 2021年

## 受賞歴
- 2011年 - 2010-11プレミアリーグ 得点王、ベスト6賞
- 2011年 - ワールドグランプリ ベストレシーバー賞
- 2012年 - ロンドン五輪南米予選 MVP、ベストスパイカー賞
- 2012年 - ロンドン五輪 ベストレシーバー賞
- 2013年 - モントルーバレーマスターズ MVP
- 2013年 - 南米選手権 ベストアウトサイドヒッター
- 2015年 - 世界クラブ選手権 ベストアウトサイドスパイカー賞
- 2019年 - 南米クラブ選手権 ベストアウトサイドヒッター賞
- 2021年 - 2020/21ブラジルスーパーリーガ ベストアウトサイドヒッター賞

## 所属クラブ
- Sogipa（2002-2003年）
- São Caetano（2003-2004年）
- Minas Tênis Clube（2004-2008年）
- Esporte Clube Pinheiros（2008-2010年）
- NECレッドロケッツ（2010-2011年）
- Grêmio Recreativo e Esportivo Reunidas1（2011-2012年）
- オザスコ（2012-2013年）
- フェネルバフチェ（2013-2014年）
- ディナモ・クラスノダール（2014-2015年）
- ディナモ・モスクワ（2015-2016年）
- 広東恒大女子排球（2016-2017年）
- プライア・クルーベ（2017-2021年）